# Hofanlage Teufelsmoorstraße 15
Die Hofanlage Teufelsmoorstraße 15 in der niedersächsischen Stadt Osterholz-Scharmbeck-Teufelsmoor im Landkreis Osterholz stammt vom 18. und 19. Jahrhundert. Aktuell (2025) wird sie zum Wohnen und landwirtschaftlich genutzt.
Die Gebäude stehen unter Denkmalschutz (siehe auch Liste der Baudenkmale in Osterholz-Scharmbeck).

## Geschichte und Beschreibung
Der Ort Teufelsmoor auf der Osterholzer Geest am Rand der Landschaft Teufelsmoor stammt aus dem 14. Jahrhundert und ist als Reihendorf durch die Landwirtschaft geprägt.
Die baumumstandene Hofanlage in Einzellage besteht aus
- dem eingeschossigen giebelständigen Wohn- und Wirtschaftsgebäude als Zweiständer-Hallenhaus von um 1800, in Fachwerk mit Steinausfachungen, mit reetgedecktem Krüppelwalmdach als Niedersachsengiebel mit Uhlenloch und der Grooten Door mit Korbbogen,[2]
- der giebelständigen Scheune von 1749 (Inschrift) in Fachwerk mit Lehm- und Steinausfachungen, mit reetgedecktem Walmdach sowie mit zwei Quereinfahrten,[3]
- dem giebelständigen umgebauten Stall von um 1800 in Fachwerk mit Steinausfachung und reetgedecktem Walmdach[4]
- und dem alten Baumbestand an der westlichen Parzellengrenze.

Das Landesdenkmalamt befand u. a.: „… ein regionstypisches Hallenhaus der Zeit um 1800 in Zweiständerkonstruktion …“
An der Teufelsmoorstraße stehen folgende denkmalgeschützte
- Hofanlagen: Nr. 4, Nr. 9, Nr. 15
- Gebäude: Nr. 3 Heuerhaus, Nr. 18 Wohn- und Wirtschaftsgebäude